# Cantone di L'Île-d'Yeu
Il Cantone di L'Île-d'Yeu è una divisione amministrativa dell'arrondissement di Les Sables-d'Olonne.
La riforma dei cantoni del 2014 lo ha lasciato invariato.
Comprende il solo comune di L'Île-d'Yeu.